# 개구장이 조디
개구장이 조디는 코단샤가 제작한 TV 애니메이션 시리즈이다. 1983년 11월 8일부터 1985년 1월 29일까지 NHK에서 방영되었다. 마조리 롤링스의 아기사슴 플래그를 바탕으로 한다. 
대한민국에서는 1985년 1월 11일부터 1985년 10월 31일까지 MBC에서 방영되었다.

## 등장인물
- 조디
- 포더윙
- 페니
- 오리
- 트윙크
- 윌슨
- 파크
- 밀호일
- 렘
- 율레일리
- 후토 할머니

## 방영목록
제1화 숲속의 아기사슴
제2화 위험한 장난
제3화 투윙크선생님
제4화 아외수업
제5화 겁쟁이 데쉬
제6화 비오는 날의 오후
제7화 사라진 래쉬
제8화 생명의 은인
제9화 선생님의 용기
제10화 아기 산돼지
제11화 내동생 가시사슴
제12화 사랑스런 플래그
제13화 새친구들
제14화 이별
제15화 홍역
제16화 찢겨진 노트
제17화 보스턴을 향하여
제18화 재회
제19화 그리운 집
제20화 그리은 고향
제21화 돌아온 꼬마신사
제22화 말할수 없는 진실
제23화 플래그는 말썽꾸러기
제24화 야릇한 기분
제25화 참된 용기
제26화 비야 비야 오지 마라
제27화 무서운 폭풍우
제28화 정든 고향
제29화 돌아온 고향
제30화 선생님의 결혼식
제31화 괴로운 나날
제32화 엄마찾은 아기곰
제33화 크리스마스 선물
제34화 슬루풋의 죽음
제35화 외로운 늑대
제36화 드윔크 선생님
제37화 선생님의 용기
제38화 이별의 서정
제39화 보스턴을 향하여
제40화 돌아온 꼬마신사
제41화 엄마의 비밀
제42화 진실한 대화
제43화 새로운 친구
제44화 엄마잃은 아기여우
제45화 트윙크 선생님의 임신
제46화 떠나는 친구들
제47화 아름다운 과거
제48화 영원한 친구
제49화 사랑의 울타리
제50화 돌아온 플래그
제51화 어른이 되면(최종회)